# Mazowszany
Mazowszany – wieś w Polsce położona w województwie mazowieckim, w powiecie radomskim, w gminie Kowala. Przez miejscowość przebiega droga wojewódzka nr 744.
Prywatna wieś szlachecka, położona była w drugiej połowie XVI wieku w powiecie radomskim województwa sandomierskiego. W latach 1954–1959 wieś należała i była siedzibą władz gromady Mazowszany, po jej zniesieniu w gromadzie Parznice. W latach 1975–1998 miejscowość administracyjnie należała do województwa radomskiego.
Miejscowość oddalona o 1,5 kilometra od Radomia, powierzchnia: 246 ha, ludność: 565 osób (stan na dzień 31.12.2008). Mazowszany graniczą z Kotarwicami, Trablicami i Hutą Mazowszańską. W miejscowości tej znajduje się Publiczna Szkoła Podstawowa im. Marii Konopnickiej.
Wieś jest siedzibą rzymskokatolickiej parafii Matki Bożej Różańcowej.